# تپه گورستان ورزانو
تپه قبرستان ورزانو در شهرستان بوئین‌زهرا، بخش آبگرم، روستای توآباد واقع شده و این اثر در تاریخ ۲۵ خرداد ۱۳۸۱ با شمارهٔ ثبت ۵۷۳۴ به‌عنوان یکی از آثار ملی ایران به ثبت رسیده است.